# Yuri Chernayev
Yuri Chernayev (Unión Soviética, 15 de enero de 1958) es un atleta soviético retirado especializado en la prueba de 60 m vallas, en la que consiguió ser campeón europeo en pista cubierta en 1980.

## Carrera deportiva
En el Campeonato Europeo de Atletismo en Pista Cubierta de 1980 ganó la medalla de oro en los 60 m vallas, con un teimop de 7.54 segundos, por delante del polaco Romuald Giegiel  y del español Javier Moracho.